# София Прусская (герцогиня Курляндии)
София Прусская (31 марта 1582 — 24 ноября 1610) — немецкая принцесса герцогства Пруссия Речи Посполитой, член дома Гогенцоллернов, супруга  курляндского герцога Вильгельма, мать выдающегося правителя Курляндского герцогства Якоба фон Кетлера.

## Биография
София была дочерью Альбрехта Фридриха, герцога Пруссии и Марии Элеоноры Юлих-Клеве-Бергской. Она вышла замуж за курляндского герцога Вильгельма, сына Готхарда Кетлера и Анны Мекленбург-Гюстровской; их брачный контракт был подписан 5 января 1609 года. В приданое она получила ранее заложенный отцом жениха за 50 тысяч гульденов Гробин. В брачном контракте оговаривались права принцессы на случай смерти мужа: ей полагались поместья Туккум и Кандау.
София активно включилась в дела мужа. Сохранилось её письмо, написанное 15 мая 1609 года в Кенигсберге, в котором она убеждает Вильгельма приехать как можно быстрее, поскольку она скучает по нему, а вдобавок ожидается прибытие марк-графа Бранденбурга, с которым можно обсудить вопрос о возврате Пилтена, заложенного Готхардом Кетлером в Бранденбурге. 
28 октября 1610 года София родила мальчика, получившего имя Якоб.
24 ноября 1610 года, спустя четыре недели после появления на свет своего единственного сына, Якоба, который также стал герцогом Курляндии, София умерла. Супруг устроил ей пышные похороны и гробницу в подвале своего замка. Свою энергию вдовец направил не на поиски новой жены, а на хозяйственные дела государства.
В 1643 году её сын Якоб перенес останки в герцогскую усыпальницу в Митаву.